# Pfarrkirche Altenfelden

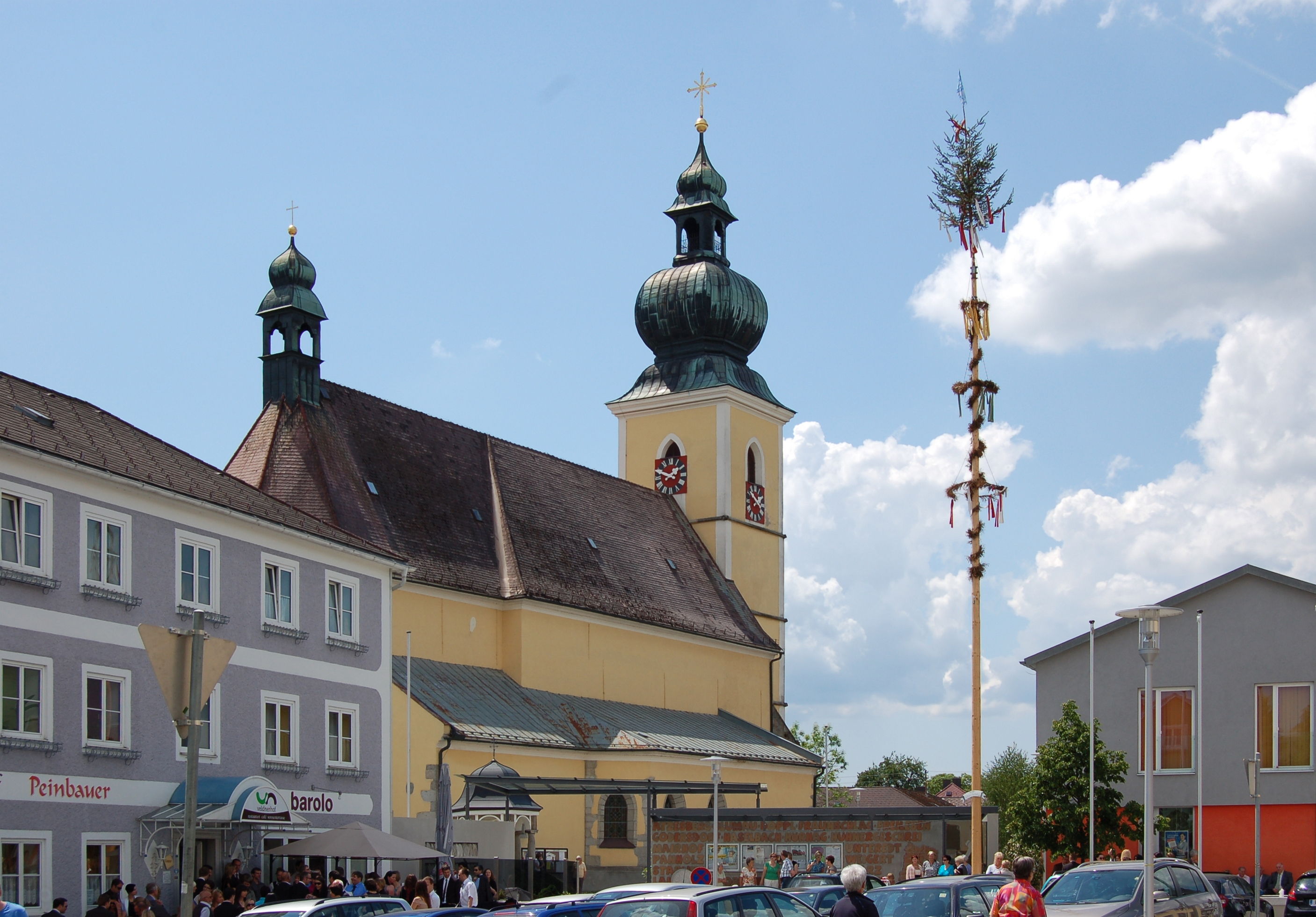
Kath. Pfarrkirche hl. Sixtus II. in Altenfelden

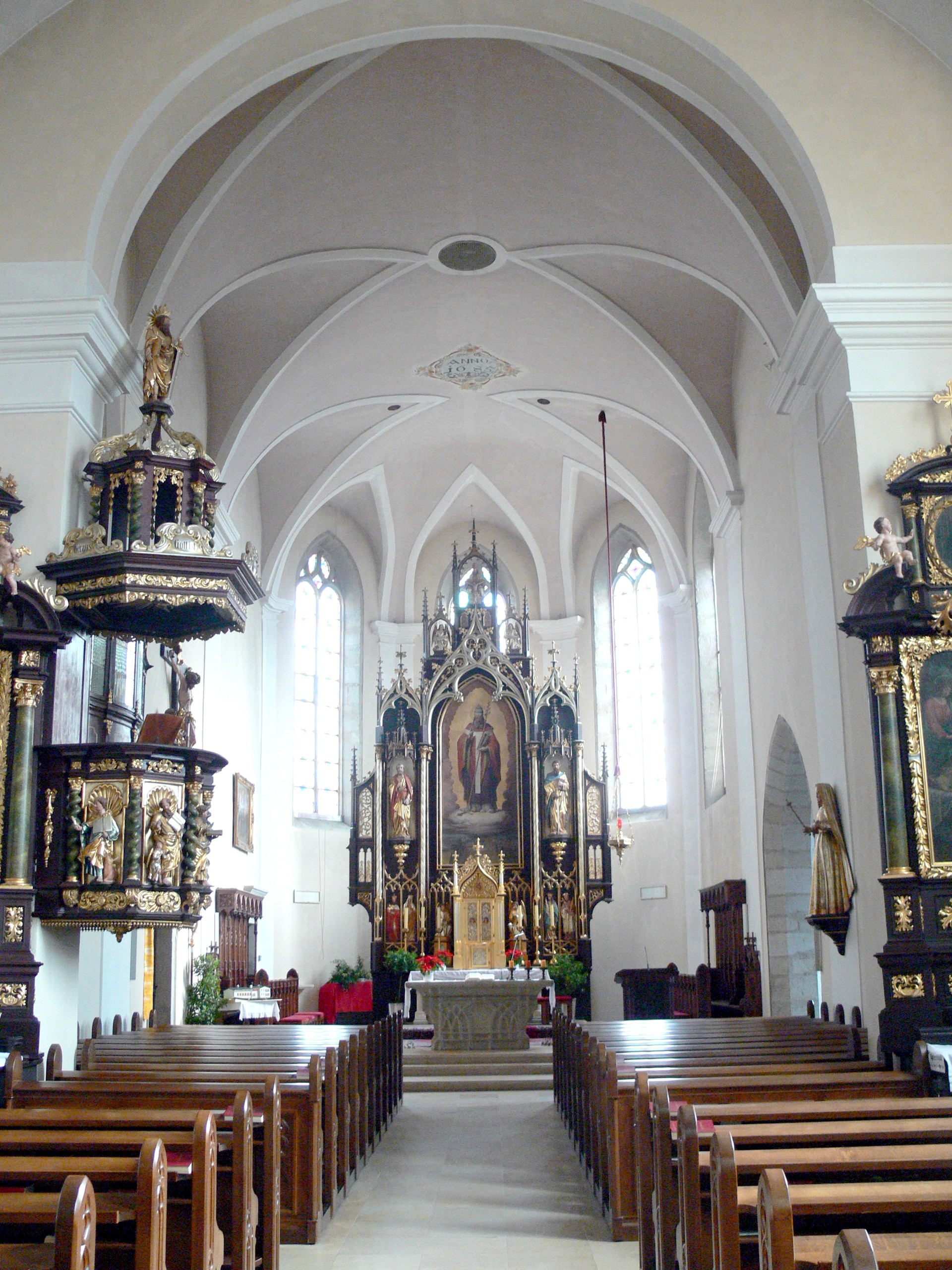
Im Langhaus zum östlichen Chor

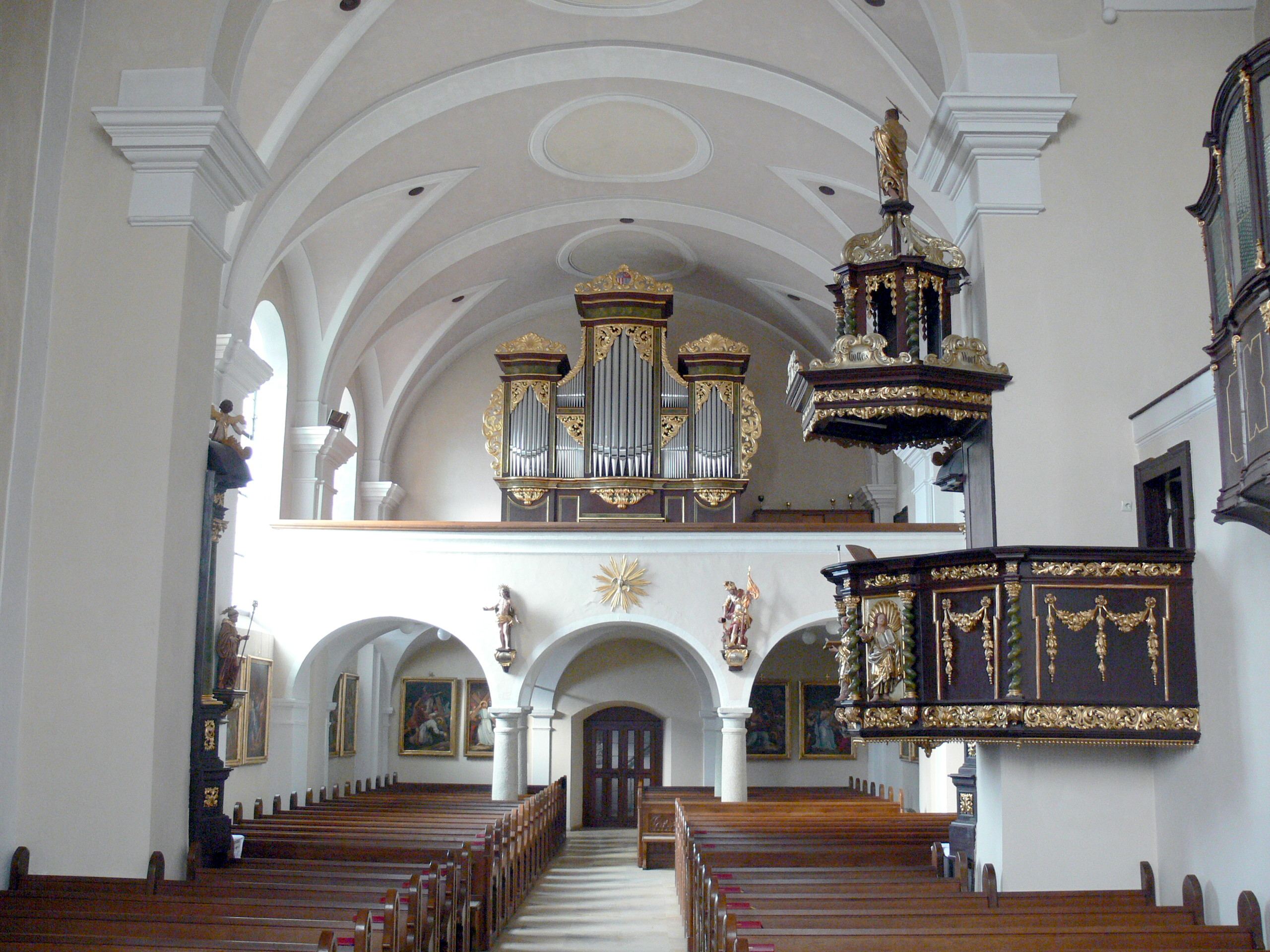
Im längeren Chor zum kürzeren Langhaus mit der Westempore und der Kanzel am Triumphbogen

Die römisch-katholische Pfarrkirche Altenfelden steht südwestlich am Ortsrand auf einer nach Süden und Westen abfallenden Anhöhe im Ort Altenfelden in der Marktgemeinde Altenfelden im Bezirk Rohrbach im oberen Mühlviertel in Oberösterreich. Die dem Patrozinium hl. Sixtus II. unterstellte Pfarrkirche gehört zum Dekanat Altenfelden in der Diözese Linz. Die Kirche steht unter Denkmalschutz (Listeneintrag).

## Geschichte
Eine Pfarre wurde um 1100 angenommen. Urkundlich wurde 1242 eine Pfarre genannt. 1324 nennt eine Schenkungsurkunde eine Pfarre.
Vorgängerbauten der heutigen Kirche wurden aufgrund der bestehenden Kapellen noch nicht erkannt. Das Langhaus in der heutigen Größe wurde spätestens im 14. Jahrhundert erbaut. Die Michaelskapelle wurde wohl im 14. Jahrhundert erbaut. Der Chor in seiner Breite wurde spätestens im ersten Drittel des 15. Jahrhunderts angenommen. Zur Blumauerkapelle wurde um 1430 oder 1431 eine Altarweihe angenannt. Ein grundlegender spätgotischer Umbau des Langhauses erfolgte zum Ende des 15. Jahrhunderts, mit Jahresangaben 1495, 1498, ohne gotische Wölbung, da im Dachboden ein Innenputz des Langhauses mit rotem Abschlussband zur ehemaligen Flachdecke erhalten ist. Die Wölbungen der Kapellen entstanden im Ende des 15. und Anfang des 16. Jahrhunderts. Ab 1523 erfolgte ein Umbau und Neubau des Chores einschließlich der Sakristei und wurde 1532 geweiht.
1685 erfolgte die Barockisierung und Einwölbung des Chores. Nach einem Brand (1711) erfolgte 1717 eine Aufzonung um 1,5 Meter und Barockisierung und Einwölbung des Langhauses. Ein Brand (1875) zerstörte den Dachstuhl und Turmhelm. Der Dachstuhl wurde 1930 erneuert. 1949 und 1980 wurde die Kirche außen, 1951 und 1985 innen restauriert.

## Architektur
Der Kirchenbau zeigt einen vielgliedrigen gewachsenen Zustand mit spätgotischen Umbauten und Neubauten mit barocken Änderungen mit Gewölben und der Aufzonung des Langhauses.

## Ausstattung
Der Hochaltar, gebaut vom Bildhauer Franz Oberhuber (1859), wurde 1880/1890 ergänzt und 1904 renoviert. Das Mittelbild zeigt Sixtus II., gemalt von Leopold Schulz (1858).
Die bemerkenswerte Kanzel aus 1719 am Triumphbogen hat einen polygonalen Korb mit gedrehten Säulchen und Figuren der Evangelisten vor Muschelnischen, auf dem Schalldeckel mit einem laternenartigen Aufsatz mit einer Akanthusbügelkrone mit der Figur hl. Paulus.
Die Orgel stammte von Ignaz Egedacher und wurde 1927 von Josef Panhuber abgerissen. 1991 schuf die Oberösterreichische Orgelbauanstalt ein neues Instrument mit einem Klangkonzept nach barocken mitteldeutschen Vorbildern und ungleichstufiger Stimmung. Es verfügt über 22 Registern auf zwei Manualen.